# 北安那托利亞斷層

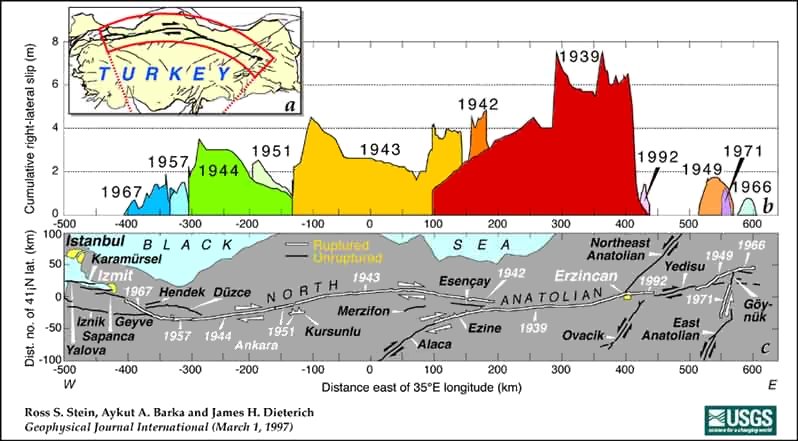
二十世紀在北安那托利亞斷層發生的地震

北安那托利亞斷層是安那托利亞板塊和歐亞大陸板塊之間的右移斷層，從土耳其與東安那托利亞斷層交會的卡利若瓦三向聯結構造開始，經過土耳其北部進入愛琴海，位於伊斯坦堡以南20公里。自1939年起，斷層地區出現7次黎克特制7.0級以上的地震，由於地震地點一直向西移，地震學家認為以後的斷層地震會發生在西面。

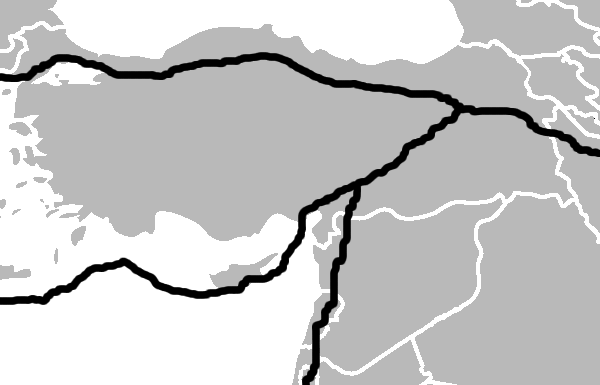
北安那托利亞斷層和鄰近斷層覆蓋土耳其大部分地方

## 外部連結
- Latest Seismicity In Turkey（页面存档备份，存于）